# Mobina Nematzadeh
Mobina Nematzadeh (persiska: مبینا نعمت‌زاده), född 17 maj 2005, är en iransk taekwondoutövare.

## Karriär
Vid olympiska sommarspelen 2024 i Paris tog Nematzadeh brons i 49 kg-klassen.